# Robin Hood (1991)
Robin Hood (prt: Robin dos Bosques; bra: Robin Hood - O Herói dos Ladrões) é um filme teuto-canadense-britânico-estadunidense de 1991 dirigido por John Irvin.
Foi feito no mesmo ano que outra versão da história do mítico herói inglês: Robin Hood: Prince of Thieves.

## Sinopse
Ricardo Coração-de-Leão está em uma Cruzada e paralelamente há uma divisão interna na Inglaterra entre os saxões e os normandos, que detêm o poder. Neste contexto o nobre saxão Robert Hode (Patrick Bergin) defende um humilde camponês, que estava caçando em suas terras e sendo perseguido por isto, já que a lei não permitia. A pena pelo crime era cruel, e quem a aplicaria seria Sir Miles Folcanet (Jürgen Prochnow), um sádico normando. Esta intervenção obrigou Robert a se explicar para Roger Daguerre (Jeroen Krabbé), um barão que governa a região. Robert pede desculpas e assim resolve o problema, mas Folcanet faz de tudo para que o assunto não seja encerrado. Os ânimos se exaltam e Robert deixa seu sangue saxão falar mais alto que seu lado diplomático. Isto faz com que Daguerre confisque seus bens e o declare um fora da lei. Porém Robert foge e, usando o nome Robin Hood, juntamente com alguns amigos começam a combater Folcanet e Daguerre, que servem ao tirânico príncipe John (Edward Fox). Os feitos de Robin Hood são cantados e decantados por toda a Inglaterra e até mesmo a donzela Marian (Uma Thurman), que é sobrinha de Daguerre e noiva de Folcanet, acha que talvez o homem mais justo e íntegro da Inglaterra seja Robin.

## Elenco
- Patrick Bergin .... Robin Hood
- Uma Thurman .... Marian
- Danny Webb .... Much
- Conrad Asquith .... Lodwick
- Barry Stanton .... Miter
- Owen Teale .... Will Scarlett

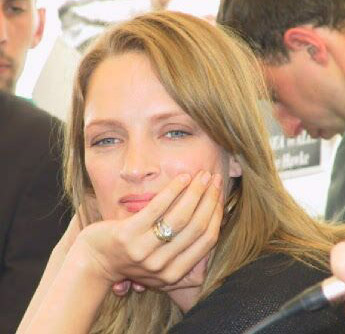
Uma Thurman é Lady Marian

- Jürgen Prochnow .... Sir Miles Folcanet
- Jeroen Krabbé .... Barão Roger Daguerre
- Phelim McDermott .... Jester
- Carolyn Backhouse .... Nicole
- David Morrisey .... Pequeno John
- Caspar De La Mare .... Sam Timmons
- Cecily Hobbs .... Mabel
- Gabrielle Reidy .... Lily
- Stephen Pallister .... Jack Runnel
- Kevin Pallister .... Charlie Runnel
- Alex Norton .... Harry
- Jeff Nuttall .... Frei Tuck
- Jonathan Cullen .... Gerald de Tewkesbury
- Anthony O'Donnell .... Emily
- Edward Fox .... Príncipe John